# Antonio Innocenti
Pour les articles homonymes, voir Innocenti.
Antonio Innocenti (né le 23 août 1915 à Poppi, dans la province d'Arezzo, en Toscane, en Italie et mort le 6 septembre 2008) est un cardinal italien de la Curie romaine, président émérite de la Congrégation pour le clergé.

## Biographie

### Prêtre
Antonio Innocenti est ordonné prêtre le 17 juillet 1938. Il suit alors des études en droit canon à l'université pontificale grégorienne et obtient une licence en théologie dogmatique à l'université pontificale du Latran.
En sortant de l'Académie pontificale ecclésiastique qui forme les diplomates du Vatican, il est en poste au Congo belge (en), puis en Suisse, aux Pays-Bas (en), en Égypte, en Belgique (en) et en France.

### Évêque
Nommé nonce apostolique au Paraguay (en) le 15 décembre 1967, il est consacré évêque titulaire d'Æclanum (de) le 18 février 1968 suivant par le cardinal Amleto Cicognani.
Le 26 février 1973, il est appelé à Rome comme secrétaire de la Congrégation pour le culte divin et la discipline des sacrements.
Le 4 octobre 1980, il est nommé nonce apostolique en Espagne.

### Cardinal
Antonio Innocenti est créé cardinal par le pape Jean-Paul II lors du consistoire du 25 mai 1985 avec le titre de cardinal-diacre de S. Maria in Aquiro lié à l'église Santa Maria in Aquiro.
Le 9 janvier 1986, il devient préfet de la Congrégation pour le clergé. En plus de cette charge, il préside la Commission pontificale pour le patrimoine culturel de l'Église à partir du 8 octobre 1988 et la Commission pontificale « Ecclesia Dei » à partir du 1er juillet 1991.
Il se retire de ces missions pour raison d'âge le 16 décembre 1995 et est élevé au rang de cardinal-prêtre le 29 janvier 1996. Il meurt le 6 septembre 2008 à l'âge de 93 ans.

## Succession apostolique
Antonio Innocenti a ordonné les évêques suivants :
- Franciszek Cedzich (pl), S.V.D. (1968)
- Johann Bockwinkel (de), S.V.D. (1968)
- Alejo del Carmen Obelar Colman (ru), S.D.B. (1969)
- August van Aaken (de), S.V.D. (1972)
- Ramón Búa Otero (de) (1982)
- José Diéguez Reboredo (es) (1984)
- Rosendo Álvarez Gastón (es) (1985)